# Don't Come Home a Drinkin' (With Lovin' on Your Mind)
Albums de Loretta Lynn
A Country Christmas
(1966) Singin' With Feelin'
(1967)
Don't Come Home a Drinkin' (With Lovin' on Your Mind) est un album de Loretta Lynn, sorti en 1967.

## L'album
Certifié disque d'or par la RIAA le 13 avril 1970, il est le premier album d'une chanteuse de country à recevoir cette distinction. Il prend la 1re place du classement country et la 80e du Billboard 200 l'année de sa sortie. Il fait partie des 1001 albums qu'il faut avoir écoutés dans sa vie. 

### Titres
1. Don't Come Home a Drinkin' (With Lovin' on Your Mind) (en) (Lynn, Peggy Sue Wells) (2:05)
2. I Really Don't Want to Know (en) (Howard Barnes, Don Robertson) (2:56)
3. Tomorrow Never Comes (Johnny Bond, Ernest Tubb) (2:42)
4. There Goes My Everything (en) (Dallas Frazier) (2:46)
5. The Shoe Goes on the Other Foot Tonight (Billy Mize) (2:30)
6. Saint to a Sinner (Betty Sue Perry) (2:27)
7. The Devil Gets His Dues (Darrell Statler) (2:14)
8. I Can't Keep Away from You (Darrell Statler) (2:00)
9. I'm Living in Two Worlds (Jan Crutchfield) (2:42)
10. Get What 'Cha Got and Go (Lynn, Ron Williams, Leona Williams) (2:00)
11. Making Plans (Voni Morrison, Johnny Russell)
12. I Got Caught (Lynn) (2:01)